# Kylskåp

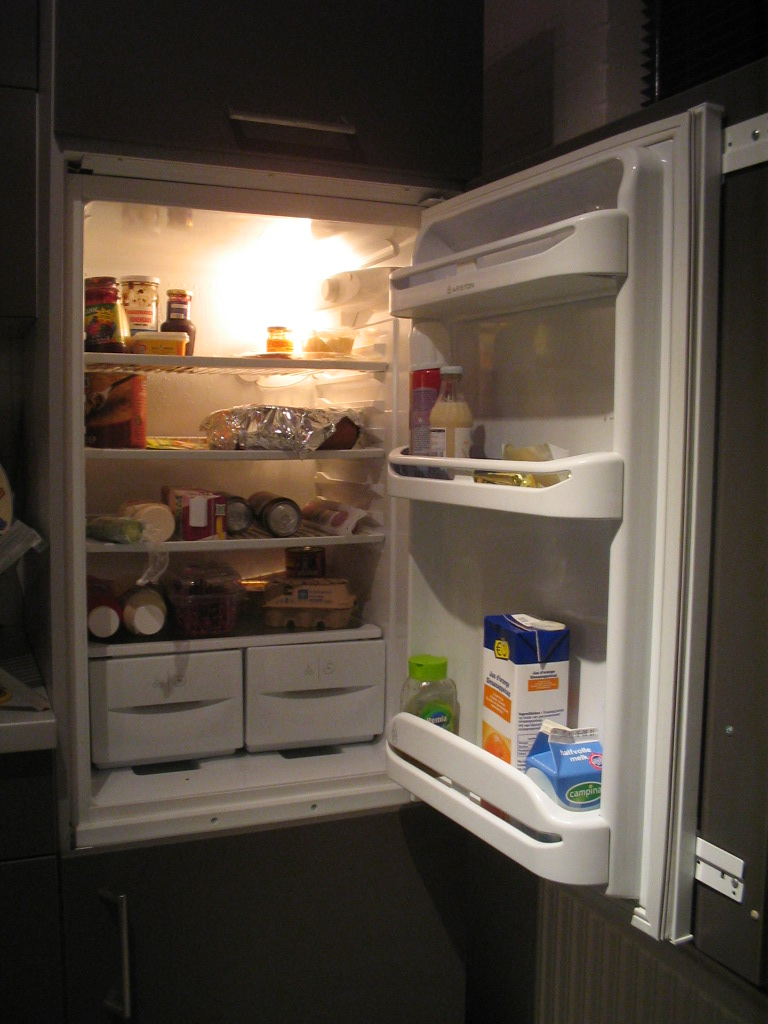
Ett kylskåp

Kylskåp från 1929. Hallwylska museet.

Ett kylskåp är en hushållsapparat som används för att kyla livsmedel, läkemedel och andra varor till temperaturer mellan 0 °C och 8 °C. Kylskåp räknas som en vitvara.
Moderna kylskåp använder en kompressorvärmepump för att föra bort värmen ur skåpet. Innan elektriska kylskåp infördes användes isskåp.

## Funktion och varianter

### Arbetssätt
De flesta moderna kylskåp använder ett slutet system med köldmedel, vanligen R600a (isobutan) som har en låg kokpunkt (-11,7 grader i atmosfären vid havsytan för R600a). När matvaror placeras i kylskåpet, värms köldmediet upp av maten och "kokar" tack vare sin låga kokpunkt. Matvarorna blir kalla eftersom matens inneboende, relativa värme värmer köldmediet. Köldmediet leds sedan tillbaka till kompressorn genom tryck och tyngdkraft. Kompressorn ökar köldmediets tryck och ökar därmed köldmediets kokpunkt. Köldmediet kan inte längre koka och ger därför ifrån sig värmen på baksidan av skåpet vid kompressorn. Köldmediet tillåts sedan att expandera och sjunker därigenom i temperatur och tillbaka in i kylskåpet där det återigen tar upp värmen från inlagda matvaror. Principen är likadan för både kyl-, sval- och frysskåp, skillnaderna mellan dem är önskad temperatur samt i viss mån skåpets isolering och invändiga design.
Kylskåp rekommenderas hålla en temperatur mellan 4 °C och 5 °C , svalskåp mellan 8 °C och 12 °C. Idag har svalskåpet i stort sett försvunnit från marknaden och ersatts av grönsakslådor i kylskåpet.

### Avfrostning
De flesta kylskåp har idag automatisk avfrostning, med undantag för små skåp som fortfarande kräver manuell avfrostning. När kylskåpsdörren öppnas kommer fuktig luft in i skåpet. Denna fukt kondenserar mot köldplattan eller bakväggen i kylskåpet och bildar frost. När kylskåpet är i drift fryser fukten till is. Den automatiska avfrostningen förhindrar isbildning genom att regelbundet och ibland med hjälp av sensorer kortvarigt värma upp kylskåpet. Detta smälter eventuell is som har bildats inne i skåpet, och smältvattnet rinner ner i en ränna, vanligtvis på baksidan av skåpet. Rännan har ett utlopp ur skåpet som leder till en skål ovanpå kompressorn. Den lilla mängd vätska som ansamlas avdunstar sedan på grund av överskottsvärmen som uppstår vid kompressionen av kylmedlet på baksidan av kylskåpet.
Om automatisk avfrostning saknas måste isen som bildas inne i kylskåpet regelbundet avlägsnas genom manuell avfrostning. Detta görs genom att man manuellt höjer temperaturen inne i kylskåpet tills isen smälter och kan tas bort.

### Varianter
Fram till 1990-talet var kombinerade kyl- och frysskåp vanliga när det gällde större skåp (över 140 cm). Kylskåpet hade då oftast en separat svaldel nedtill, med en egen dörr och en avdelare mellan kyldelen och svaldelen. Tillhörande frysskåp hade ofta två dörrar i samma proportioner för att minimera kallras och tryckskillnad, samt för att estetiskt matcha kyl- och svaldelarna. Skåp med enbart svaldelar och frysar med två dörrar tillverkas i stort sett inte längre. Kallras i frysar stoppas numera med utdragslådor istället för öppna hyllor. 
Kombinationsskåp med både kyl och frys i samma enhet är fortfarande vanliga för att spara plats i köket. Dessa skåp varierar i storlek från 120 cm till 210 cm i höjd och 50 till 75 cm i bredd. Det finns också amerikanska storlekar på 90 cm i bredd, men de är inte lika vanliga eftersom de ofta kräver köksrenovering och installation av vattenledningar för att utnyttja funktioner som kallvatten, isbitar och krossad is i dörren.
Kombinationsskåpen förekommer också med frysen ovan (kyl-under-frys eller kyl med toppfrys) eller kylen ovan (kyl-över-frys eller kyl/frys). Side-by-side-skåp (90 cm bredd) har överlag frysdelen till vänster även om kyl över frys förekommer.
Skåp med enbart kyldel finns i storlekar ned till 50 cm höjd, men vanligare är skåp som är 85 cm höga, vilket är standardhöjden för att passa under bänkskivan. Dessa kylskåp kan även ha frysfack. 
Sedan 1990-talet har det blivit populärt att bygga in kyl och frys så att de ser ut som vanliga köksskåp och smälter in i inredningen, men fristående skåp är fortfarande vanligast.

#### Kyldiskar
Kyldiskar är den typ av kylskåp som oftast används i livsmedelsaffärer. Kylskåp för handeln är standardiserade enligt ISO-23953 från Internationella Standardiseringsorganisationen.

## Historik

### De första kylskåpen
Att förvara livsmedel med hjälp av kyla är inget nytt. Under flera sekler har man använt sig av källare för förvaring i låga temperaturer. En variant av detta var arkitekten Carl Hårlemans iskällare, som uppmärksammades runt 1750-talet. Dessa var dock främst tänkta för att förvara öl och inte livsmedel. Därefter fortsatte utvecklingen för att göra kylskåpen ännu mer lättillgängliga och vid 1800-talet kom både isskåp och kallskafferier som fungerade genom kallt rinnande vatten. Under den här tiden utvecklades även frysförvaring för olika transportmedel som kom att bli mycket viktiga för transporter av varor. Först när elnätet utvecklades vid 1920-1930 kom genomslaget för de elektriska kylskåpen.
Det första fungerande hushållskylskåpet tillverkades 1913 i Chicago av märket Domelre och fick snabbt ett flertal konkurrenter på den amerikanska marknaden. En del konstruktioner bestod av två separata delar, som oftast var belägna i källaren. Ena delen bestod av ett kylaggregat och den andra av en isolerad behållare, försedd med kylslingor.

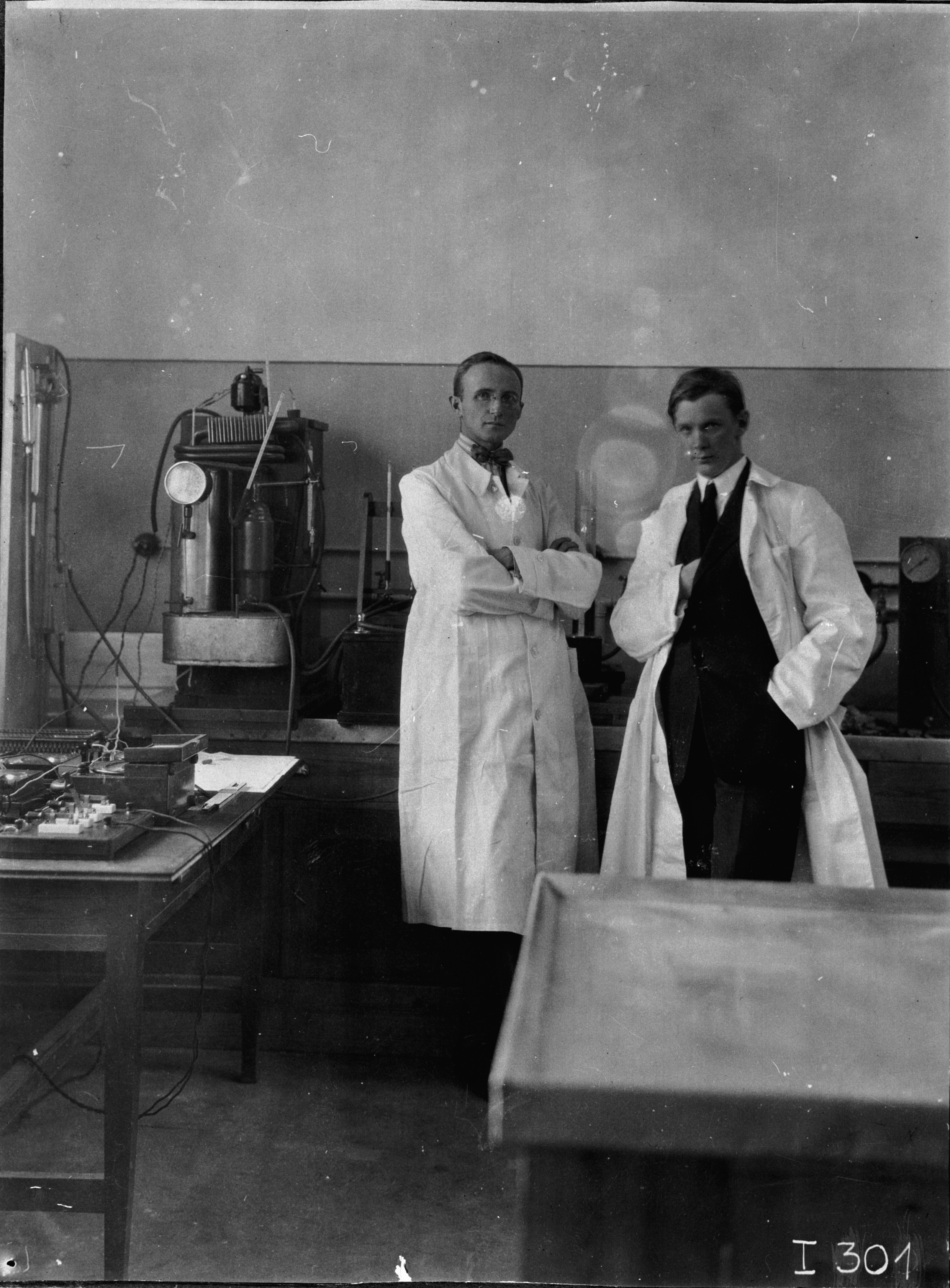
Elektrolux laboratoriet. Ingenjör B. von Platen och C. Munters.

År 1922 uppfanns det första absorptionskylskåpet utan rörliga delar av de två svenska ingenjörsstudenterna Baltzar von Platen och Carl Munters. Detta blev snabbt en succé. Kylsystemet gick ut på att alstra kyla genom värme. Det svenska företaget Electrolux köpte uppfinningen och gjorde skåpen mindre och behändigare för att passa in i små kök. Denna kylapparat fungerade genom att en behållare med en blandning av ammoniak och vatten upphettas för att förånga ammoniaken som strömmar till en kondensor och kyls ner av luften. Ammoniaken kondenseras och förs vidare till ett kylelement fyllt med vätgas som förångar ammoniaken. Processen är endoterm och tar upp värme från luften. Därav kyls det omgivande systemet kring kylelementet ner. Blandningen av ammoniak och vätgas förs vidare in i en absorbent och blandas med vatten. Därefter värms gaserna upp så att vätgas kan strömma tillbaka till kylelementet för att sedan repetera processen.
År 1930 utvecklades det vidare till det luftkylda kylskåpet och därmed även den luftkylda frysboxen.

### Kylskåp för hemmabruk i Sverige
AB Arctic startade den första tillverkningen av kylskåp enligt von Platen och Munters kylkonstruktion. Kort därefter, år 1925, blev de uppköpta av Electrolux, som kom att dominera marknaden. Till en början var priserna på kylskåp väldigt höga, men runt 1930 blev de allt vanligare och priserna sjönk successivt. Redan 1936 hade Electrolux sålt sitt miljonte kylskåp. Sverige var ledande inom Europa gällande användning av kyl- och frysutrustning samt djupfrysta matvaror. Forskning visar att ca 60% av svenska hushåll ägde ett kylskåp år 1970.
Även om tidiga kylskåp med inbyggda frysfack var små, fick ett kylskåp i köket en stor betydelse för matlagning och bevarande av mat. Tidigare hade förvaringen av födoämnen under de varma månaderna utgått ifrån användning av isskåp, vilka ur många synpunkter som hygien, komfort och ekonomi ansågs otillräckliga. Kylskåpet fick i början en stor betydelse i boenden utan matkällare, men med åren blev det allt viktigare för förvaring av ömtåliga födoämnen i alla hushåll.

## Exempel på varumärken
- AEG
- Beko
- Bosch
- Cylinda
- Electrolux
- Electro-Helios
- Gorenje
- Husqvarna
- Miele
- Samsung
- Siemens
- UPO
- Whirlpool
- Zanussi